# Liêu (họ)
Liêu là một họ có từ lâu đời ở Việt Nam và Trung Quốc (chữ Hán: 廖, Bính âm: Liao). Đây là một trong các họ trong bản Bách gia tính gốc, về mức độ phổ biến họ này xếp thứ 61 ở Trung Quốc (thống kê năm 2006).  
Tại Việt Nam, họ Liêu đã được biết đến cách nay hơn 2000 năm cùng với sự hình thành làng Ngái hay Chạ Ngái, Trại Ngái, Kẻ Ngái thuộc huyện Thạch Thất, tỉnh Sơn Tây (nay là xã Hương Ngải, huyện Thạch Thất, Hà Nội - nơi này có lịch sử hình thành từ trước Công nguyên). Dưới thời Lý, ở đây đã có hai anh em ông Liêu Hiến Chương, Liêu Hiến Quang thi đỗ Thái học sinh (Tiến sĩ). Hai  ông Liêu Hiến Chương, Liêu Hiến Quang sau khi đỗ đạt, làm quan được trở về quê lập ấp. Dấu tích nơi ở khi xưa của gia đình các ông hiện vẫn còn, là nơi cao nhất của làng, nay thuộc xóm Thượng, xã Hương Ngải. Ông  Liêu Hiến Chương cũng chính là người đã đặt danh xưng làng (xã) Hương Ngải từ thời Lý (vốn khi xưa mang tên Trại Ngái, Chạ Ngái hay làng Ngái). Hiện các ông có lăng thờ (phối thờ với hậu duệ là Tiến sĩ Liêu Hiến Thuật hay Liêu Tô Thuật) tại Hương Ngải (gần Quán Nghinh Hưng) và là hai người đứng đầu trong Bia Đại khoa - Bia hương hiền ở Văn chỉ Hương Ngải. Người họ Liêu nơi đây hiện vẫn lưu bản phả tộc của dòng họ này được viết bằng chữ Hán vào năm Lê triều thứ Tư (1432). Cứ vào ngày 10 tháng 6 âm lịch hàng năm, ngườ họ Liêu lại tổ chức giỗ tổ (ngày mất của ông Liêu Hiến Chương). Ngày nay, người gốc họ Liêu ở Hương Ngải đi bôn ba, sinh sống ở nhiều nơi, như: Lào Cai, Phú Thọ, TP. Hồ Chí Minh,... nhưng vẫn liên hệ mật thiết với nhau và trở về quê hương mỗi dịp giỗ Tổ. 
Tuy nhiên, người họ Liêu sớm nhất được biết đến ở Việt Nam theo truyền thuyết là ông Liêu Công (quân sư của Hùng Duệ Vương - Vua Hùng thứ 18). Trong khi đó, người họ Liêu nổi tiếng xuất hiện trong sử sách đầu tiên là ông Liêu Hữu Phương. Ông Liêu Hữu Phương (sau đổi tên là Du Khanh) sống ở thế kỷ 8 đến thế kỷ 9, là người Giao Châu (Giao Châu thời đó gồm 8 huyện, được xác định nằm trong khu vực các tỉnh, thành: Hà Nội, Bắc Ninh, Hưng Yên ngày nay). Sách Toàn Đường thi đại từ điển ghi rằng: Liêu Hữu Phương: Người Giao Châu (nay là Hà Nội, Việt Nam). Ông đỗ Tiến sĩ năm 816 dưới triều Đường (Trung Quốc), được bổ nhiệm giữ chức Hiệu thư lang, "sau được thăng chức lớn". Liêu Hữu Phương có lẽ viết nhiều thơ văn, tuy nhiên hầu hết đã thất lạc, chỉ còn duy nhất bài thơ Đề lữ sấn, được in trong Toàn Đường thi (ông cũng là người Việt Nam duy nhất có thơ đăng in trong Toàn Đường thi) và là người được xưng truyền là "Hoàng Đường chi nghĩa sĩ".
Theo Đại Việt sử ký toàn thư, người họ Liêu là Liêu Gia Trinh (còn gọi là Liêu Gia Chân) từng được vua Lý Thái Tông phong làm Trung thư thị lang vào năm 1028. Theo Đại Việt sử ký toàn thư: Lấy Lương Nhậm Văn làm Thái sư, Ngô Thượng Đinh làm Thái phó, Đào Xử Trung làm Thái bảo, Lý Đạo Kỷ làm Tả khu mật, Lý Triệt làm Thiếu sư, Xung Tân làm Hữu khu mật, Lý Mật làm Tả tham tri chính sự, Kiểu Bồng làm Hữu tham tri chính sự, Liêu Gia Trinh làm Trung thư thị lang, Hà Viễn làm Tả gián nghị đại phu, Đỗ Sấm làm Hữu gián nghị đại phu, Nguyễn Quang Lợi làm Thái úy, Đàm Toại Trang làm Đô thống, Vũ Ba Tu làm Uy vệ thượng tướng, Nguyễn Khánh làm Định thắng đại tướng, Đào Văn Lôi làm Tả phúc tâm, Lý Nhân Nghĩa làm Hữu phúc tâm, Phan Đường Liệt làm Nội thị. Ngài ra, Đại Việt sử ký toàn thư còn nhắc đến một người họ Liêu khác là ông Liêu Ngũ (xuất hiện và năm 1049, ở phía Bắc Việt Nam),... 
Có nhiều nguyên nhân dẫn đến việc nhiều người không biết đến họ Liêu ở Hương Ngải và Việt Nam vì họ này ngày nay không đông. Một trong những lý do khiến họ Liêu không đông được cho rằng có liên quan đến các biến cố lịch sử cuối thời Lý đầu thời Trần và vì sau này có nhiều người đổi hoặc được/bị đổi sang họ khác, thậm chí bị nhầm là mới từ Trung Quốc đến.
Ngoài ra, ở Việt Nam hiện còn có một số người họ Liêu có lịch sử khoảng 200-300 năm ở Bắc Kạn, Quảng Ninh,... tuy nhiên, đến nay vẫn chưa tìm thấy có quan hệ huyết thống với người họ Liêu ở Hương Ngải (Hà Nội). Đặc biệt, ở Việt Nam đang có một bộ phận người họ Liêu được cho là có nguồn gốc Trung Quốc sinh sống tại các tỉnh, thành phía Nam Việt Nam, trong đó nhiều nhất là tại TP. Hồ Chí Minh, khoảng trên dưới một trăm năm nay. Những người họ Liêu ở đây khá đoàn kết, gắn bó và thành công.

## Người Việt Nam họ Liêu nổi tiếng
- Liêu Hữu Phương, nam - Tiến sĩ thời Đường (Trung Quốc)
- Liêu Gia Trinh, nam - Đại thần triều Lý
- Liêu Hiến Chương, nam - Thái học sinh triều Lý
- Liêu Hiến Quang, nam - Thái học sinh triều Lý
- Liêu Hà Trinh, nữ MC chương trình truyền hình Việt Nam
- Liêu Anh Tuấn, nam ca sĩ cũng là cựu thành viên của nhóm La Thăng (A#) phiên bản đầu tiên

## Người Trung Quốc họ Liêu nổi tiếng
- Liêu Hóa, tướng nhà Thục Hán thời Tam Quốc
- Liêu Vĩnh Trung, danh tướng khai quốc nhà Minh
- Liêu Trọng Khải, lãnh đạo Quốc dân đảng Trung Quốc đầu thế kỉ 20
- Liêu Diệu Tương, Trung tướng quân đội Quốc Dân Đảng Trung Quốc
- Liêu Văn Nghị, chính trị gia Đài Loan
- Liêu Thừa Chí, nhà ngoại giao Trung Quốc
- Liêu Diệc Vũ, nhà thơ Trung Quốc
- Liêu Bích Nhi, Hoa hậu Thế giới người Hoa, nghệ sĩ Hồng Kông
- Liêu Khải Trí, diễn viên Hồng Kông